# Andrijevica
Andrijevica (in cirillico Андријевица) è un comune del nord est del Montenegro. Capoluogo del comune è il centro abitato omonimo che ha una popolazione di circa 1.073 abitanti.

## Popolazione
Il 19% della popolazione è concentrata nel capoluogo mentre nessun'altra località supera il migliaio di abitanti.
Secondo il censimento del 2023, Andrijevica conta 988 abitanti.
| Gruppo etnico        | Popolazione | Percentuale |
| -------------------- | ----------- | ----------- |
| Serbi                | 643         | 61.35%      |
| Montenegrini         | 350         | 33.39%      |
| altri/non dichiarati | 55          | 5.26%       |
| Totale               | 1048        | 100%        |

## Località
Il comune di Andrijevica comprende 24 località:
| - Andrijevica - Andželati - Bojovići - Božići - Cecuni - Đulići - Dulipolje - Gnjili Potok | - Gornje Luge - Gračanica - Jošanica - Košutići - Kralje - Kuti - Oblo Brdo - Prisoja | - Rijeka Marsenića - Seoca - Sjenožeta - Slatina - Trepča - Trešnjevo - Ulotina - Zabrđe |

## Politica
Nel referendum per l'indipendenza del 2006, hanno votato 3.928 persone su circa 4.369 aventi diritto. 2.824 (72,26%) abitanti hanno votato per mantenere l'unione con la Serbia, mentre 1.084 (27,74%) hanno votato per l'indipendenza del Montenegro.